# 斲琴
斲琴，又稱斫琴，指製作古琴之工藝技術。「斲」即有劈、削及砍的意思，因為制琴之前需大刀闊斧砍劈木材。製造一張良琴，要經過尋、斲、挖、鑲、合、灰、磨、漆 、絃九個步驟，是一項集木藝、漆藝、書法、音樂於一體的傳統手工藝術。